# ポールスター (自動車ブランド)
ポールスター (Polestar) は、スウェーデンのヨーテボリを拠点とするボルボ・カーズグループ傘下のパフォーマンスブランド。電気自動車、ハイブリッドカーを開発する。

## 概要
1996年に設立されたボルボのワークスレーシングチーム「フラッシュ・エンジニアリング」は、2005年に経営権が移行して「ポールスター・レーシング」と改名され、2009年にボルボ・カーズ公式パフォーマンスパートナーとなった。
ポールスター社は新たに「ポールスター・エンジニアリング」部門を立ち上げ、ボルボ市販車をベースとした高性能モデルの開発を手掛けた。
2017年にボルボの傘下となってから電気自動車 (EV) 及びハイブリッドカー主体へ移行する。同時にボルボ本体と切り離された独立ブランドとして、「ポールスター」名義で市販モデルも発表する。
2024年2月にボルボは、ポールスターへ資金援助を終了することを発表した。他事業へ集中するためにボルボが保有するポールスターの株を売却し、将来はボルボの親会社である浙江吉利控股集団が大株主になる可能性を示唆した。

## 車種
| 画像 | 登場年 | モデル名             | 総排気量 | エンジン                            | 備考          |
| ---- | ------ | -------------------- | -------- | ----------------------------------- | ------------- |
|      | 2013年 | ボルボ・S60 Polestar | 3,000 cc | 水冷直列6気筒ターボ                 | AWD, 6速AT    |
|      | 2013年 | ボルボ・V60 Polestar | 3,000 cc | 水冷直列6気筒ターボ                 | AWD, 6速AT    |
|      | 2017年 | ポールスター・1      | 1,969 cc | 水冷直列4気筒プラグインハイブリッド | AWD, 8速AT    |
|      | 2019年 | ポールスター・2      |          | 電気モーター                        | AWD, 無段変速 |
|      | 2022年 | ポールスター・3      |          | 電気モーター                        | AWD, 無段変速 |
|      | 2023年 | ポールスター・4      |          | 電気モーター                        | AWD, 無断変速 |
|      | 2023年 | ポールスター・5      |          | 電気モーター                        | AWD, 無断変速 |

### コンセプトカー
- シナジー・コンセプト（2023年）
- O2（2023年）
- プリセプト（2020年）

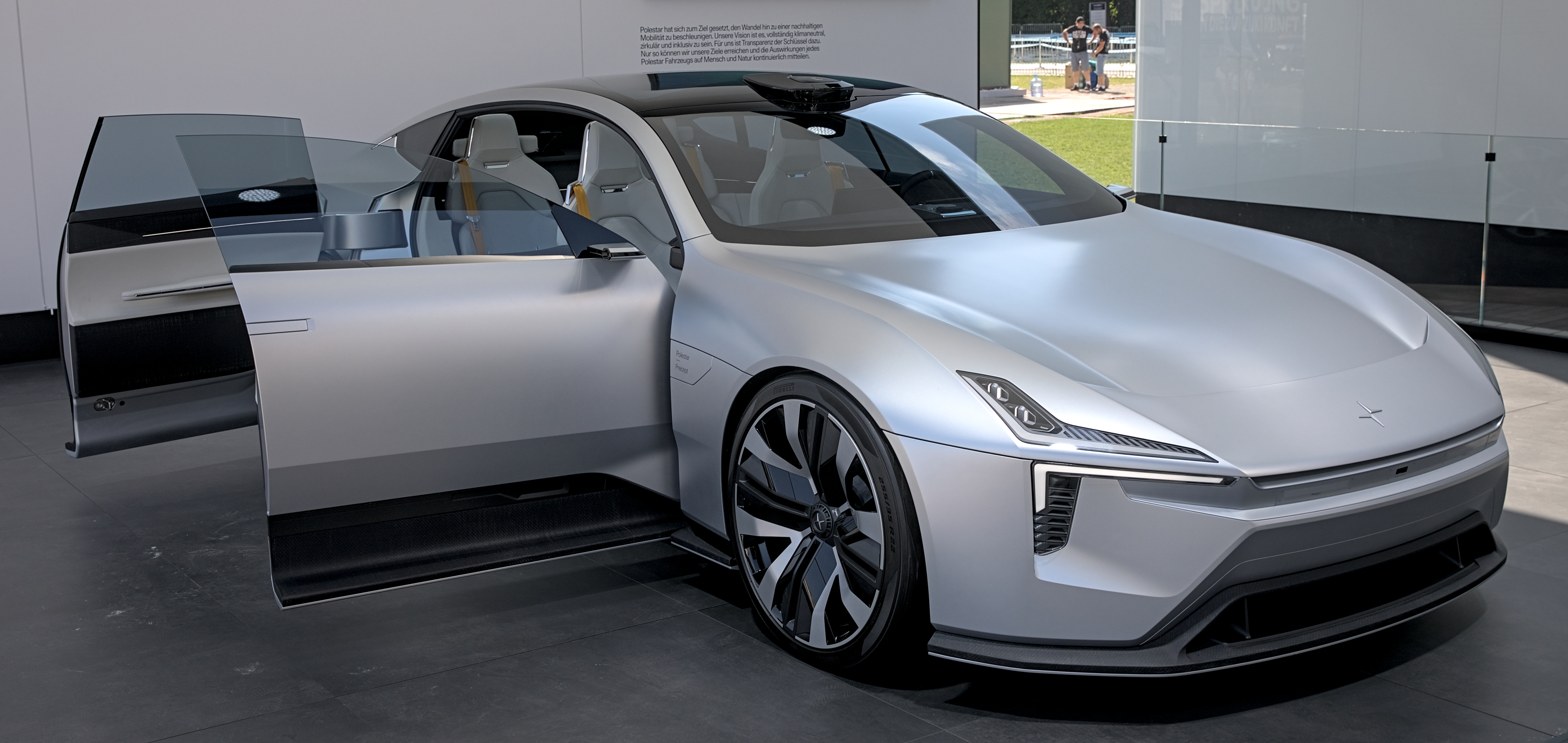
プリセプト (2020年)
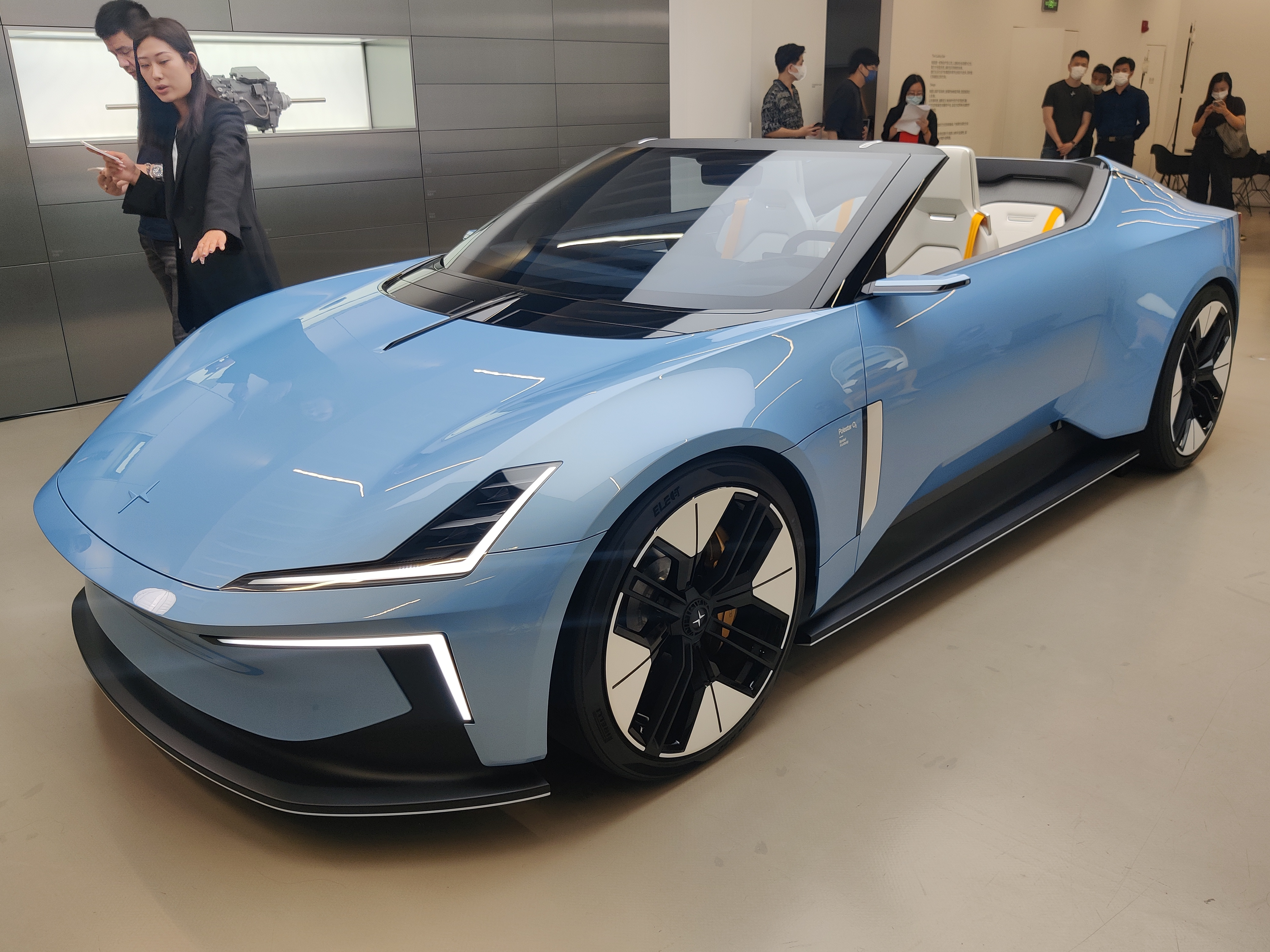
O2 (2023年)